# Дома 1077 км
Дома 1077 км — починок в Малопургинском районе Удмуртской республики. 

## География
Находится в южной части Удмуртии на расстоянии приблизительно 7 км на запад-юго-запад по прямой от районного центра села Малая Пурга у железнодорожной линии Казань-Агрыз у южной окраины деревни Гожня. 

## История
Известен с 1965 года как Казарма 1077 км. Входил до 2021 года в состав Уромского сельского поселения.

## Население
Постоянных жителей было: 42 в 2002 году (удмурты 100%) , 40 в 2012 .